# Berg (Butgenbach)
Pour les articles homonymes, voir Berg.
Berg est un village de la commune de Butgenbach en communauté germanophone de Belgique.
Il est séparé de Butgenbach par le lac de Butgenbach et son barrage.
Le village vénère beaucoup Sainte-Odile, à qui est attribué le nom d'une fontaine près du village. La sainte est aussi la patronne de l'église du village, consacrée en 1962.

## Curiosités
- L'église Sainte-Odile (années 1960)
- La fontaine à Sainte-Odile
- Les nombreuses vieilles fermes dans le village
- Non loin du village, le lac de Butgenbach